# 贝拉克·奥巴马 (马)
贝拉克·奥巴马（英語：Barack Obama，1998年1月1日—2018年9月14日）是一匹来自新西兰的盎格鲁-阿拉伯马，从2009年开始参加国际耐力赛。同年，与之同名的政治人物就任美国总统。

## 赛马生涯
珍妮·钱皮恩从2014年开始骑乘这匹马，该马随队出战十六场并赢得了其中六场。钱皮恩于2018年开始筹款以争取参加2018年国际马联世界马术运动会，其目标是筹集8万新西兰元。她经常与贝拉克·奥巴马一起训练，同时也确保了他在每次骑行后都能得到精心照料。
他们一起代表新西兰参加了在北卡罗来纳州特赖恩举行的比赛。奥巴马参加了120公里骑行比赛，在骑行了第二圈后他被送往特赖恩国际马术中心接受肾脏疾病治疗。不久之后，奥巴马的主人马克·朗德决定对这匹马实施安乐死。奥巴马去世后，人们从他的尸体上采集了样本。

## 死亡
新西兰马术运动高性能总监莎拉·达尔齐尔-克卢表示，整个团队都为这匹马的离世感到万分悲痛。她还表示这匹马在比赛前健康状况良好，队医尼克·佩奇对奥巴马的准备情况充满信心。国际马联主席英格玛·德沃斯以及国际马联兽医总监兼耐力赛兽医委员会主席召开新闻发布会表示，由于高温高湿导致大量参赛马匹出现痛苦迹象，出于对马匹健康的担忧，周三的比赛被取消。在参赛的95匹马中，包括奥巴马在内的50匹马接受了兽医治疗。根据兽医报告显示，许多接受治疗的马匹因出汗过多而严重脱水需要进行输液治疗。